# Tellervo Koivisto

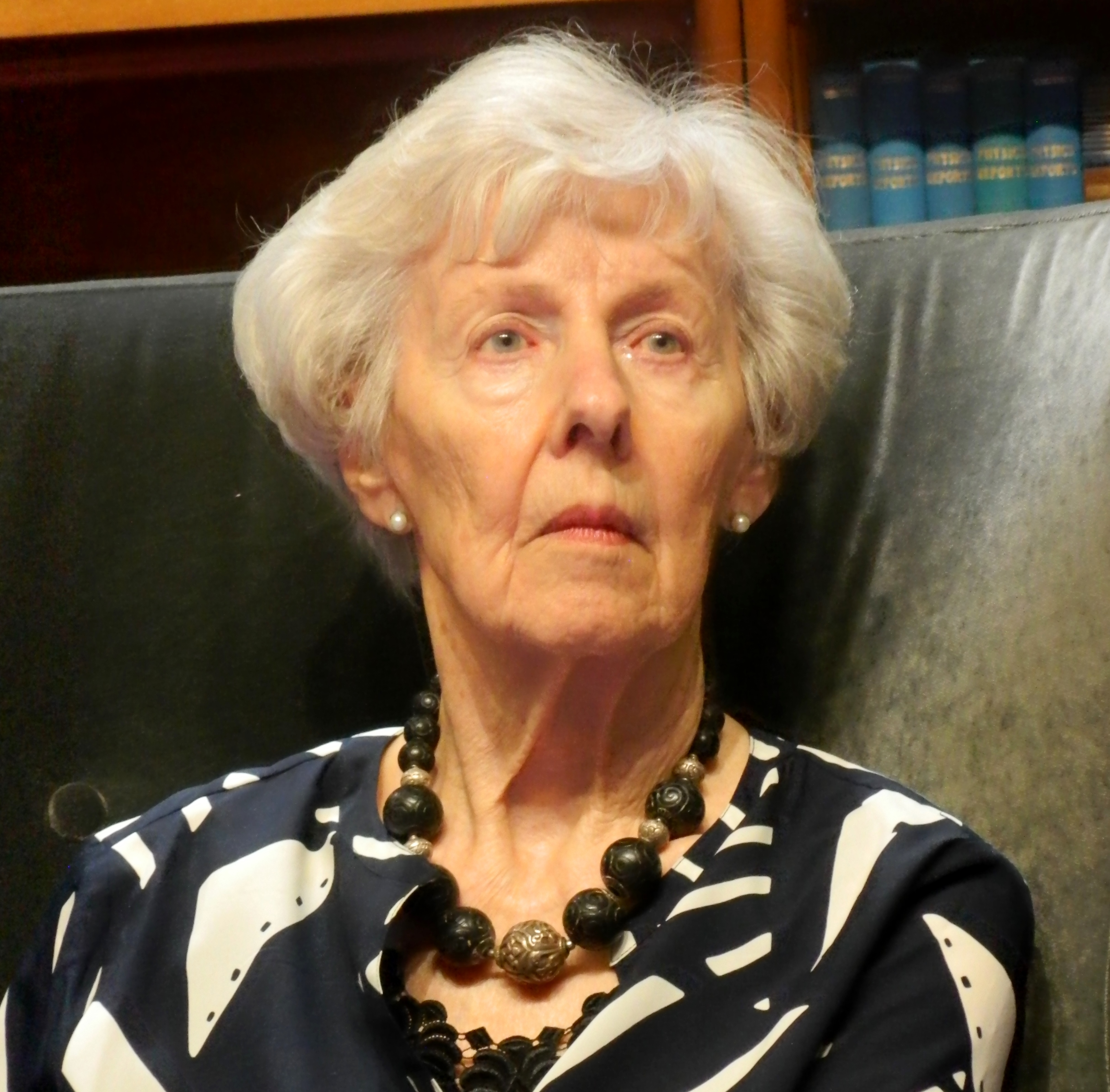
Tellervo Koivisto vid Helsingfors bokmässa 2017.

Taimi Tellervo Koivisto, född Kankaanranta, 2 januari 1929 i Pungalaitio är en finländsk ekonom som var riksdagsledamot för Finlands socialdemokratiska parti 1972–1976. Hon är änka efter Finlands tidigare president Mauno Koivisto.

## Biografi

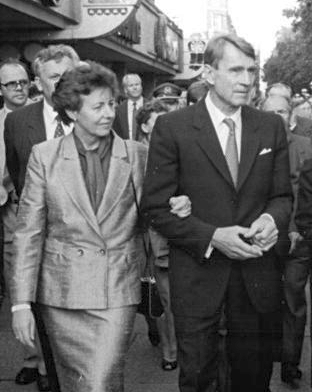
Mauno och Tellervo Koivisto i Dresden 1987.

Tellervo Koivisto föddes i en jordbruksfamilj i Pungalaitio i landskapet Satakunda. Hon gifte sig med Mauno Koivisto år 1952 och deras dotter Assi föddes 1957. Tellervo Koivisto graduerade från Åbo handelshögskola 1953 och verkade fyra år som lärare. I slutet av 1960-talet var hon aktiv inom feministiska Förening 9 och åren 1968–1972 var Koivisto kolumnist i tidskriften Suomen Kuvalehti. Hon blev riksdagsledamot år 1972 och satt 1977–1982 i Helsingfors stadsfullmäktige. Som presidentgemål hade hon förtroendeuppdrag bland annat inom befolkningsförbundet Väestöliitto.

## Utmärkelser
- Storkorset av isländska falkorden,  20 oktober 1982[3]
- Första graden av Dyrbara Kronans orden,  1986[4]
- Storkorset av Finlands Vita Ros’ orden,  25 februari 1988[5]
- Storkors av Oranienhusorden,  19 april 1990[6]
- Storkorset av Henrik Sjöfararens orden,  2 juli 1991[7]
- Terra Mariana-korsets orden, första klass,  16 november 2001[8]
- Storkors av Heliga Lammets orden[9]
- Storkorset av Karl III:s orden[10]
- Storkors av Dannebrogorden[10]
- Kommendör med stora korset av Nordstjärneorden[10]

[Redigera Wikidata]